# Радиоелектронна борба
Радиоелектронната борба или радиоелектронна война (на руски: радиоэлектронная борьба, РЭБ; на английски: electronic warfare, EW; на немски: elektronische Kampfführung, EloKa; на френски: guerre electronique, GE), съкратено РЕБ или РЕВ, е провеждането на мероприятия в радиочестотния спектър за защита на собствените и разузнаване, смущаване и поразяване на противниковите радиоелектронни системи.
В миналото военните експерти в България използват термина „радиоелектронна борба“ по съветски образец. В последно време се възприема неправилното „радиоелектронна война“, за да се подчертае откъсването от наследството на ОВД и свързването с НАТО, обяснявано с важността на тези мерки като театър на военните действия на информационното поле, „равностоен“ с войната по суша, въздух и море.

## Описание
Радиочестотният и електромагнитният спектър се използват най-вече от системите за управление на въоръжението и системите за комуникации на въоръжените сили, без които е невъзможно воденето на военни действия в съвременните условия. Така смущаването на противниковите системи и защитата на собствените системи от подобни вражески действия стават от ключово значение за успеха на съвременното бойно поле.
Мероприятията в рамките на радиоелектронната война се подразделят в няколко основни категории:
- прехват на комуникациите и радиопрехват (Signal intelligence (SIGINT)[1] и Communication intelligence (COMINT))[2] – обхваща придобиването на данни от безжичните радиоемисии. Електронният шпионаж (Electronic intelligence (ELINT))[3] прехваща местоположението и характеристиките на излъчване на системите за навигация и управление на въоръжението. Така например самолет за електронен шпионаж може да запише информация за характеристиките на излъчване на противникови зенитно-ракетни дивизиони (обзорен радар, прицелен радар, радиовисотомер...) и така въз основа на анализ на информацията да се установи характерът на въоръжението и числеността на силите.
- мерки за електронна поддръжка (Electronic support measures (ESM)) – представлява пасивното проследяване на противниковите радиоемисии в зоната на бойното поле, като по този начин се добива ценна информация за тяхната численост и придвижване. Така например собствено подразделение, претърпяло тежки загуби или специално подразделение, за което е от особена важност да остане скрито, могат да бъдат изтеглени от направлението на настъпление на противникови подразделения, или върху противниково подразделение да бъде насочен артилерийски огън.
- мерки за електронно противодействие (Electronic counter measures (ECM)) – представляват собствените действия в радиоелектронния спектър за възпрепятстване на противника от неговото използване. Свързани са пряко с противниковите действия и могат да включват както активното смущаване на неговите системи, за да бъде възпрепятствана тяхната работа, така и излъчвайки лъжливи собствени емисии, които да бъдат прихванати от врага, анализирани и да доведат до погрешни заключения.
- мерки за електронна защита (Electronic protective measures (EPM)) – представляват огледално отражение на мерките за електронно противодействие, тоест те покриват собствените мерки за защита на системите от противникови смущения и заблюждаваща информация. Те включват разработката на високотехнологични системи с произволно скачаща честота на излъчване, криптография и т.н. Особено важна е теоретичната подготовка на личния състав за правилна оценка на ситуацията и предприемането на адекватни действия, защото и най-съвременните системи са на втори план след човешкия фактор.

Основната разлика е, че мерките за електронно противодействие и електронна защита могат да бъдат установени от противника чрез следене на честотния спектър, докато мерките за електронна поддръжка, поради техния пасивен характер, могат да бъдат предприети скрито. Прехватът на комуникациите и радиопрехватът могат да бъдат провеждани както пасивно, така и активно да бъдат излъчени подвеждащи емисии, които да провокират ответна реакция и тя на свой ред да бъде проследена. Те са от особено важно значение за изготвяне на оперативните планове.

## Елементи
Тъй като радиоелектронната война включва основно безжичните комуникации и радиоелектронните емисии, идеалните платформи за нейното провеждане са летателните апарати. Преди всичко те са високомобилни, което им дава оперативна гъвкавост. Освен това при полет на сравнително големи височини имат възможност да проследят чрез пряк контакт няколко излъчвателя, без да бъдат възпрепятствани от релефа. На стратегическо ниво често се използват големи самолети с голяма продължителност на полета, на базата на цивилни авиолайнери, като E-8 J-STARS (на базата на Boeing 707), руските Ил-22 или китайските варианти на Ту-154. На оперативно (оперативно-тактическо) ниво често се използват платформи на базата на тактически военнотранспортни самолети (EC-130, C-160 GABRIEL, CN.235EW), като на тактическо ниво те се допълват и от вертолети като EH-60, Z-8 и Ми-8ППА/ Ми-9. За поставяне на радиосмущения и дори за огнево подавяне на цели (унищожаването им с противорадарни ракети) могат да бъдат използвани и бойни самолети, чието основно предназначение не е радиоелектронната война (например Panavia Tornado в своя специализиран вариант ECR или Lockheed-Martin F-16 във вариант CJ/DJ „Wild Weasel“). Безпилотните летателни апарати се използват ограничено за радиоелектронна война (излъчване на смущения по предварително програмиран маршрут). Причината е, че те се управляват с радиокоманди от дистанция и в условията на активни радиосмущения тя силно се нарушава/ прекъсва. На борда на основните бойни кораби на военноморските сили също са монтирани системи за РЕВ, както и съществуват специализирани кораби за тази дейност. Елементите се допълват от подразделения на сушата, в състава на сухопътните войски, на централно подчинение на разузнавателните служби на Генералния щаб и на разузнавателни агенции, подчинени на правителствата (като например британската Government Communications HQ).